# سونی اریکسون دبلیو۳۸۰
سونی اریکسون دبلیو۳۸۰ (به انگلیسی: Sony Ericsson W380)، یک‌نمونه از گوشی‌های تلفن همراه سری دبلیو (به انگلیسی: W) شرکت سونی اریکسون می‌باشد که توسط همین شرکت به بازار عرضه شده‌است.